# Ermenonville
Ermenonville è un comune francese di 966 abitanti situato nel dipartimento dell'Oise della regione dell'Alta Francia.

## Società

### Evoluzione demografica
Abitanti censiti

## Luoghi d'interesse
- Il castello d'Ermenonville
- Il Parco Jean-Jacques Rousseau, giardino all'inglese che circonda il castello, realizzato dal marchese René-Louis de Girardin